# 云霄阁
云霄阁，位于中国福建省上杭县中都镇田背村，明嘉靖年间（1522—1566年）始建，万历二十年（1592年）、清乾隆三十五年（1770年）重修。建筑面积416平方米，土木结构，楼阁式，高七层，底层方形，二层以上为八角形，攒尖顶，穿斗木构架，葫芦刹，通高20米。各层彩图夺目，穹顶龙凤斑斓。2009年11月16日公布为第七批福建省文物保护单位。